# Parafia Miłosierdzia Bożego w Jaśle
Parafia Miłosierdzia Bożego w Jaśle – parafia znajdująca się w diecezji rzeszowskiej, w dekanacie jasielskim zachodnim.
Erygowana w 1982 roku. Kościół parafialny murowany, zbudowany w latach 1987–1995, poświęcony w 1995 roku.